# Palaeomerycidae
I paleomericidi (Palaeomerycidae) sono un gruppo di mammiferi artiodattili estinti, vissuti tra l'Oligocene superiore e il Miocene medio (circa 28 –  10 milioni di anni fa). I loro resti fossili sono stati ritrovati in Asia, in Africa e in Europa. Erano caratterizzati da strane protuberanze ossee nella parte posteriore del cranio. A questa famiglia sono a volte ascritti anche i nordamericani dromomericini (Dromomerycinae).

## Descrizione
Questi animali possedevano un aspetto vagamente simile a quello dei cervi, ma con una corporatura più robusta. Avevano lunghe zampe, un corpo pesante e massiccio e potevano raggiungere un peso complessivo di circa mezza tonnellata. Inizialmente si pensava che forme primitive del gruppo, come Palaeomeryx, fossero appunto cervi primitivi privi di corna o forse animali imparentati con le giraffe. La scoperta successiva di forme come Triceromeryx ha però permesso di ricostruire il vero aspetto di questi animali: i paleomericidi, generalmente, portavano due corna (ossiconi) sopra le orbite, mentre era presente un'altra struttura sul retro del cranio, che prolungava l'osso occipitale.
La forma di queste corna variava da specie a specie: Triceromeryx possedeva un'appendice posteriore divisa nella parte terminale, mentre in Xenokeryx questa era suddivisa in due rami discendenti, che la facevano assomigliare a una sorta di struttura simile a un telefono. Ampelomeryx, invece, possedeva due ossiconi sopraorbitali appiattiti e allargati lateralmente, mentre l'appendice posteriore era piatta e lunga fino a 20 centimetri, a forma di Y. Altra caratteristica del cranio dei paleomericidi era data dai canini superiori allungati, che sporgevano dalla bocca quando questa era chiusa.

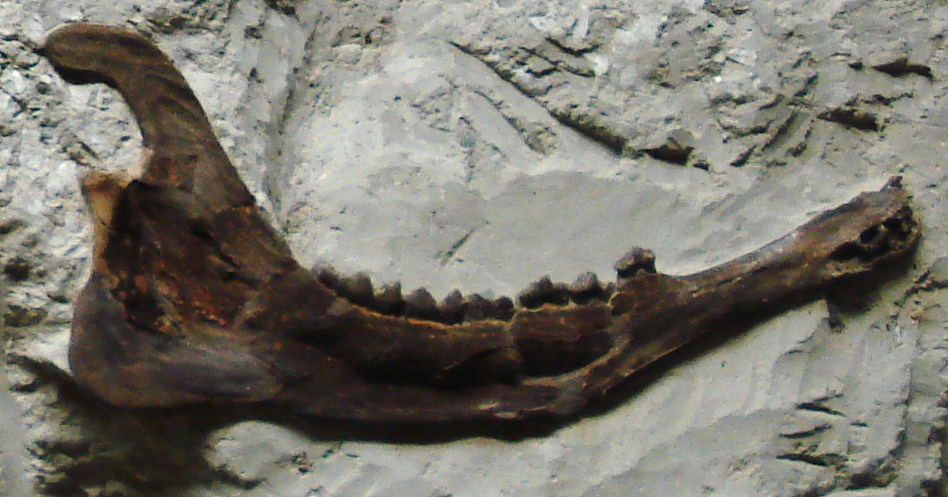
Mandibola di Amphitragulus

## Classificazione
I paleomericidi si originarono probabilmente nel corso dell'Oligocene da forme simili ai tragulidi attuali, come Oriomeryx e Bedenomeryx (entrambe rinvenute in Spagna); si suppone che le prime forme siano però vissute in Asia settentrionale, per poi migrare verso l'Europa. Un'altra forma considerata un paleomericide primitivo è Amphitragulus, dell'Oligocene superiore / Miocene superiore, i cui resti fossili sono stati ritrovati in Kazakistan, Germania, Svizzera, Francia e Spagna, e a cui sono stati attribuiti fossili ritrovati in Sardegna. Sempre in Sardegna sono noti i fossili di Sardomeryx, un altro possibile paleomericide arcaico.

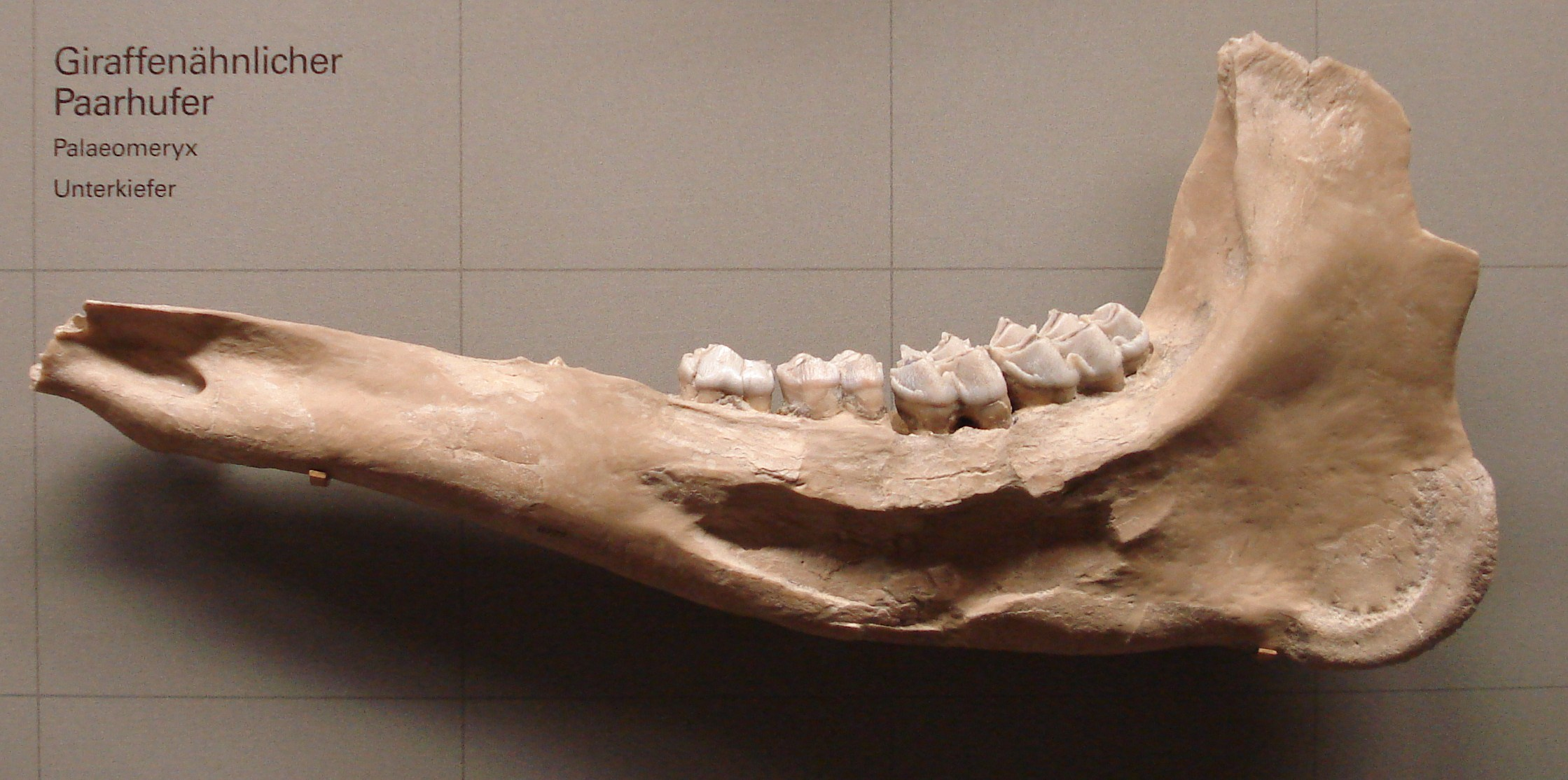
Mandibola di Palaeomeryx

Da questo gruppo iniziale, privo di corna, si svilupparono forme Palaeomeryx (diffuso in Europa e in Asia), Ampelomeryx, Triceromeryx, Xenokeryx e Tauromeryx, i cui fossili sono stati ritrovati principalmente in Spagna in terreni del Miocene medio. Al gruppo sono state ascritte anche alcune forme più piccole e simili a cervi, come Lagomeryx, dotato esclusivamente di appendici frontali.

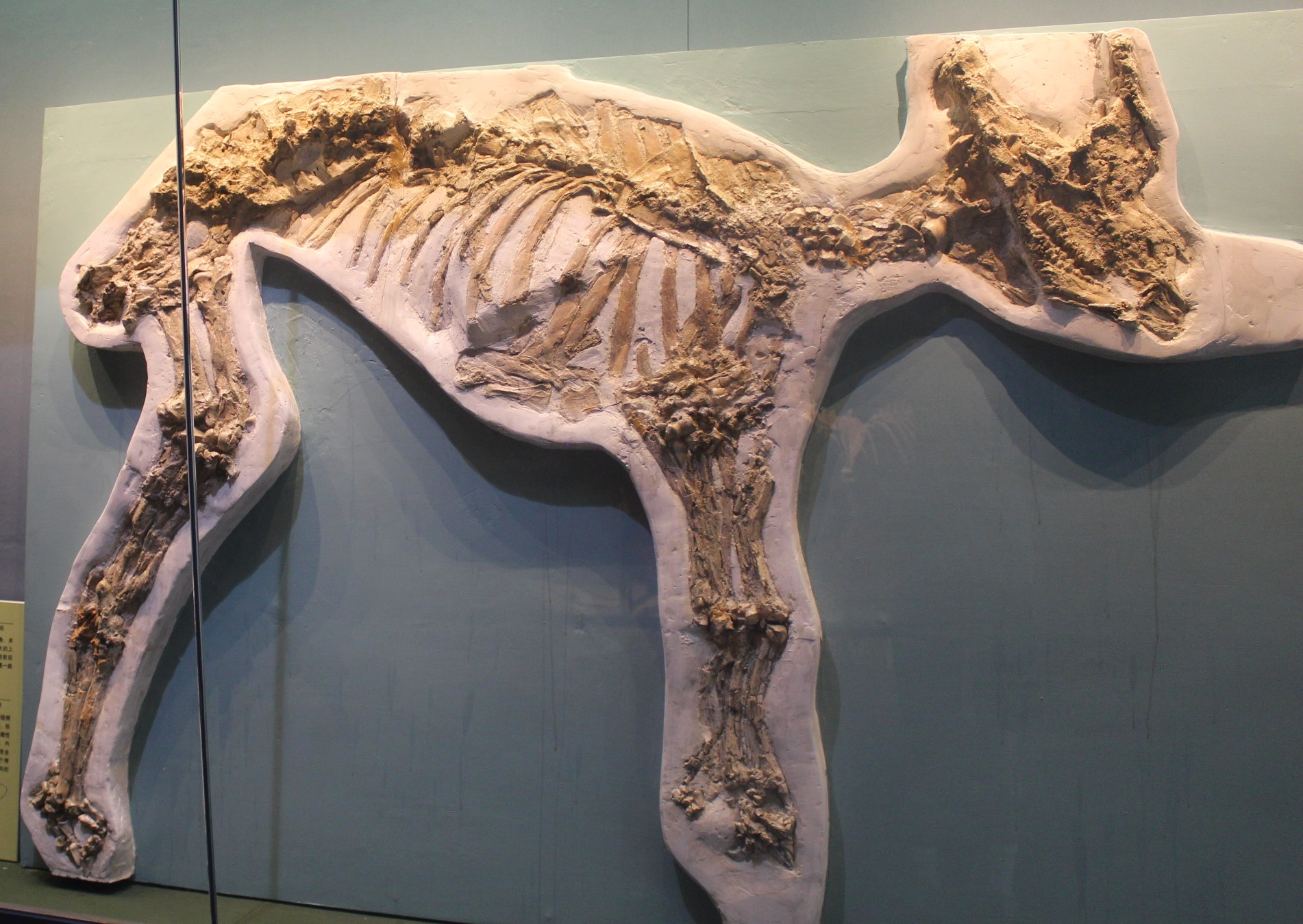
Scheletro completo di Palaeomeryx proveniente dalla Cina

Ai paleomericidi sono state ascritte anche numerose forme nordamericane, note come dromomericini (Dromomerycinae). Questi animali erano però dotati di corporature più snelle e di dimensioni minori. Tra le forme più note vi erano Cranioceras, Barbouromeryx, Aletomeryx, Dromomeryx e Sinclairomeryx, tipiche del Miocene nordamericano, ma è nota anche una forma asiatica, Asiagenes. I dromomericini si estinsero nel Miocene superiore, mentre le forme europee ed asiatiche erano già estinte nel Miocene medio. Nel 2014 è stata descritta una forma di dromomericino vissuta in America meridionale nel Miocene superiore (Surameryx); questa scoperta mette in discussione ciò che prima era ritenuta la tempistica del Grande Scambio Faunistico Americano, che si pensava fosse avvenuto nel Pliocene superiore (Prothero et al., 2014).

## Paleoecologia e paleobiologia
Le proporzioni corporee dei paleomericidi erano simili a quelle dei grandi bovidi attuali, come i bufali. Si suppone quindi che questi animali vivessero nelle foreste nei pressi di zone ricche d'acqua, come l'attuale alce, nutrendosi di piante acquatiche e foglie tenere (come indicato dalla dentatura a corone basse, ovvero brachidonte). 

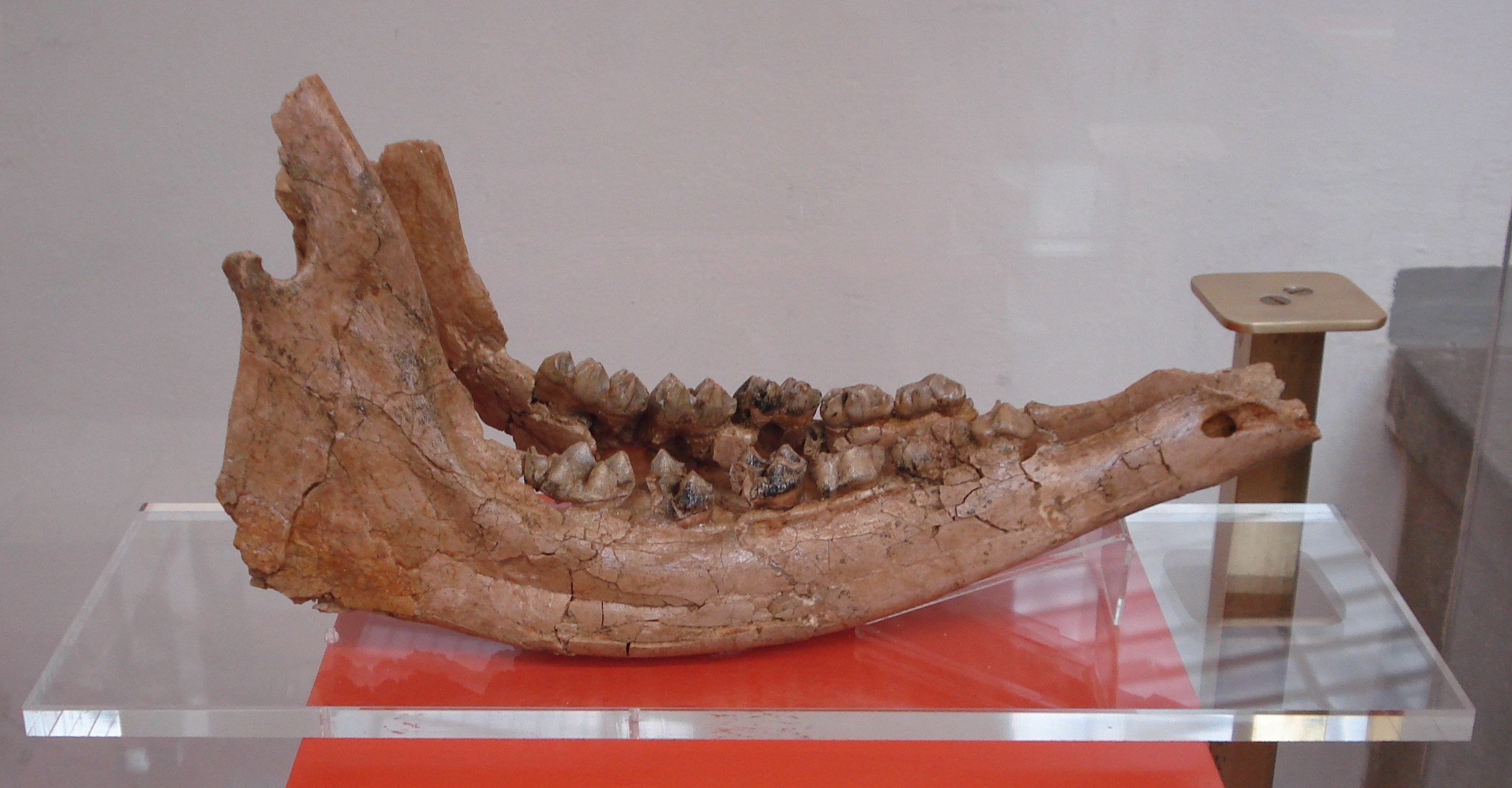
Mandibola di Germanomeryx fahlbuschi

La funzione dell'appendice posteriore dei paleomericidi non è ben chiara. In alcune forme, come Ampelomeryx, l'appendice formata dall'espansione della zona occipitale era vicina alla zona d'inserzione della potente muscolatura alla base del cranio. Gli esemplari ben conservati rinvenuti nella zona di Els Casots in Spagna mostrano chiaramente che parte della muscolatura era ancora fissata alla base dell'appendice. Ciò suggerisce che, come le corna dei cervi attuali, queste appendici erano utilizzate in combattimenti tra maschi, forse nella stagione dell'accoppiamento. Questa ipotesi è ulteriormente sostenuta dalla forma delle appendici, appiattite e allargate lateralmente in un modo che non poteva causare alcun danno serio. La successiva riduzione ed evoluzione di queste appendici, come in Triceromeryx e Tauromeryx, fa supporre che le appendici non fossero più utilizzate in veri e propri combattimenti ma avessero piuttosto una funzione passiva da parata.